# Simon Kjær
Simon Thorup Kjær (Horsens, 26 de marzo de 1989) es un exfutbolista danés que jugaba de defensa.

## Trayectoria
Kjær debutó a nivel profesional en 2007 con el FC Midtjylland. Al año siguiente, pasó al USC Palermo por 4 mill. €, donde jugaría dos años. En el segundo de ellos fue cuando se consolidó como titular y despertó la atención de grandes clubes. Jugó al lado de Edinson Cavani, Abel Hernández y Javier Pastore.
Se incorporó al VfL Wolfsburgo en 2010, pero ni el equipo ni él estuvieron al nivel esperado, y con el cambio de entrenador, perdió mucho protagonismo. Fue cedido a la A. S. Roma de Luis Enrique para la temporada 2011-12, pero tampoco terminó de cuajar en su regreso al Calcio, por lo que el club no quiso contratarlo. Nunca pudo ganarle el puesto a Nicolás Burdisso y Gabriel Heinze. El jugador regresó a Alemania, pero Felix Magath no contó con él en la temporada 2012-13.
En verano de 2013 fichó por el Lille O. S. C., donde se consolidó como titular en una de las mejores defensas del continente. En su primera temporada, el equipo terminó 3.º en la Ligue 1 2013-14 y fue elegido en el once ideal de la temporada, pero en la segunda, el Lille sólo pudo ser 8.º. Jugó la Liga de Campeones de la UEFA 2014-15 donde fue eliminado por el FC Porto.
En junio de 2015 fue traspasado al Fenerbahçe SK porque el Lille no podía asumir su ficha. El costo fue de 7,65 mill. €. Jugó la Liga de Campeones de la UEFA 2015-16 y Liga de Campeones de la UEFA 2016-17. Jugó al lado de Robin van Persie.
Tras dos temporadas en el conjunto turco, en julio de 2017 fue traspasado por cerca de 11 millones de euros al Sevilla, luego de que diversos diarios manifestaran que el A. C. Milan estaba más cerca de su fichaje. Fue el defensa elegido para reemplazar a Adil Rami. Jugó la Liga de Campeones de la UEFA 2017-18 llegando hasta los cuartos de final.
Al final de la temporada 2023-24 quedó libre al finalizar su contrato con el A. C. Milan. Desde entonces permaneció sin equipo hasta que el 13 de enero de 2025 anunció su retirada.

## Selección nacional
Fue internacional con la selección danesa de fútbol durante quince años en los que jugó 132 partidos y marcó cinco goles. En ese periodo de tiempo acudió a un total de seis fases finales entre Mundial y Eurocopa.

### Participaciones en Copas del Mundo
| Mundial                     | Sede      | Resultado        |
| --------------------------- | --------- | ---------------- |
| Copa Mundial de Fútbol 2010 | Sudáfrica | Primera fase     |
| Copa Mundial de Fútbol 2018 | Rusia     | Octavos de final |
| Copa Mundial de Fútbol 2022 | Catar     | Primera fase     |

### Participaciones en Eurocopas
| Copa          | Sede              | Resultado        | Partidos | Goles |
| ------------- | ----------------- | ---------------- | -------- | ----- |
| Eurocopa 2012 | Polonia y Ucrania | Primera fase     | 3        | 0     |
| Eurocopa 2020 | Europa            | Semifinal        | 7        | 0     |
| Eurocopa 2024 | Alemania          | Octavos de final | 0        | 0     |

## Estadísticas

### Clubes
Actualizado al último partido disputado en su carrera.
| Club                        | Div.          | Temporada     | Liga  | Liga  | Copas nacionales | Copas nacionales | Copas internacionales | Copas internacionales | Total | Total |
| Club                        | Div.          | Temporada     | Part. | Goles | Part.            | Goles            | Part.                 | Goles                 | Part. | Goles |
| --------------------------- | ------------- | ------------- | ----- | ----- | ---------------- | ---------------- | --------------------- | --------------------- | ----- | ----- |
| F. C. Midtjylland Dinamarca | 1.ª           | 2007-08       | 19    | 0     | 2                | 0                | —                     | —                     | 21    | 0     |
| F. C. Midtjylland Dinamarca | Total club    | Total club    | 19    | 0     | 2                | 0                | 0                     | 0                     | 21    | 0     |
| U. S. Palermo · Italia      | 1.ª           | 2008-09       | 27    | 3     | 0                | 0                | —                     | —                     | 27    | 3     |
| U. S. Palermo · Italia      | 1.ª           | 2009-10       | 35    | 2     | 3                | 0                | —                     | —                     | 38    | 2     |
| U. S. Palermo · Italia      | Total club    | Total club    | 62    | 5     | 3                | 0                | 0                     | 0                     | 65    | 5     |
| VfL Wolfsburgo · Alemania   | 1.ª           | 2010-11       | 32    | 1     | 2                | 0                | —                     | —                     | 34    | 1     |
| VfL Wolfsburgo · Alemania   | 1.ª           | 2011-12       | 3     | 0     | 1                | 0                | —                     | —                     | 4     | 0     |
| A. S. Roma · Italia         | 1.ª           | 2011-12       | 22    | 0     | 2                | 0                | —                     | —                     | 24    | 0     |
| A. S. Roma · Italia         | Total club    | Total club    | 22    | 0     | 2                | 0                | 0                     | 0                     | 24    | 0     |
| VfL Wolfsburgo · Alemania   | 1.ª           | 2012-13       | 22    | 2     | 3                | 0                | –                     | –                     | 25    | 2     |
| VfL Wolfsburgo · Alemania   | Total club    | Total club    | 57    | 3     | 6                | 0                | 0                     | 0                     | 63    | 3     |
| Lille O. S. C. Francia      | 1.ª           | 2013-14       | 35    | 0     | 2                | 1                | —                     | —                     | 37    | 1     |
| Lille O. S. C. Francia      | 1.ª           | 2014-15       | 31    | 1     | 2                | 1                | 9                     | 1                     | 42    | 3     |
| Lille O. S. C. Francia      | Total club    | Total club    | 66    | 1     | 4                | 2                | 9                     | 1                     | 79    | 4     |
| Fenerbahçe S. K. Turquía    | 1.ª           | 2015-16       | 28    | 2     | 6                | 0                | 11                    | 0                     | 45    | 2     |
| Fenerbahçe S. K. Turquía    | 1.ª           | 2016-17       | 27    | 1     | 5                | 0                | 11                    | 2                     | 43    | 3     |
| Fenerbahçe S. K. Turquía    | Total club    | Total club    | 55    | 3     | 11               | 0                | 22                    | 2                     | 88    | 5     |
| Sevilla F. C. · España      | 1.ª           | 2017-18       | 20    | 2     | 1                | 0                | 6                     | 1                     | 27    | 3     |
| Sevilla F. C. · España      | 1.ª           | 2018-19       | 26    | 0     | 4                | 0                | 7                     | 0                     | 37    | 0     |
| Sevilla F. C. · España      | Total club    | Total club    | 46    | 2     | 5                | 0                | 13                    | 1                     | 64    | 3     |
| Atalanta B. C. · Italia     | 1.ª           | 2019-20       | 5     | 0     | 0                | 0                | 1                     | 0                     | 6     | 0     |
| Atalanta B. C. · Italia     | Total club    | Total club    | 5     | 0     | 0                | 0                | 1                     | 0                     | 6     | 0     |
| A. C. Milan · Italia        | 1.ª           | 2019-20       | 15    | 0     | 4                | 0                | —                     | —                     | 19    | 0     |
| A. C. Milan · Italia        | 1.ª           | 2020-21       | 28    | 0     | 1                | 0                | 10                    | 1                     | 39    | 1     |
| A. C. Milan · Italia        | 1.ª           | 2021-22       | 11    | 0     | 0                | 0                | 3                     | 0                     | 14    | 0     |
| A. C. Milan · Italia        | 1.ª           | 2022-23       | 17    | 0     | 1                | 0                | 6                     | 0                     | 24    | 0     |
| A. C. Milan · Italia        | 1.ª           | 2023-24       | 20    | 0     | 1                | 0                | 4                     | 0                     | 25    | 0     |
| A. C. Milan · Italia        | Total club    | Total club    | 91    | 0     | 7                | 0                | 23                    | 1                     | 121   | 1     |
| Total carrera               | Total carrera | Total carrera | 422   | 14    | 41               | 2                | 68                    | 5                     | 531   | 21    |

## Palmarés

### Títulos nacionales
| Título  | Club        | País   | Año  |
| ------- | ----------- | ------ | ---- |
| Serie A | A. C. Milan | Italia | 2022 |

### Distinciones individuales
| Distinción            | Año  |
| --------------------- | ---- |
| Talento danés del año | 2009 |